# Lake Parramatta
Lake Parramatta är en sjö i Australien. Den ligger i delstaten New South Wales, i den sydöstra delen av landet, omkring 20 kilometer väster om delstatshuvudstaden Sydney. 
Runt Lake Parramatta är det i huvudsak tätbebyggt. Runt Lake Parramatta är det mycket tätbefolkat, med 1 819 invånare per kvadratkilometer. Genomsnittlig årsnederbörd är 1 380 millimeter. Den regnigaste månaden är februari, med i genomsnitt 200 mm nederbörd, och den torraste är juli, med 36 mm nederbörd.